# ناحیه فیرویو، شهرستان کاس، مینه سوتا
ناحیه فیرویو (به انگلیسی: Fairview Township) یک منطقهٔ مسکونی در ایالات متحده آمریکا است که در شهرستان کاس، مینه‌سوتا واقع شده‌است.
 ناحیه فیرویو ۱۰۳٫۲ کیلومتر مربع مساحت و ۵۶۷ نفر جمعیت دارد و ۳۹۲ متر بالاتر از سطح دریا واقع شده‌است.